# Echthrus reluctator

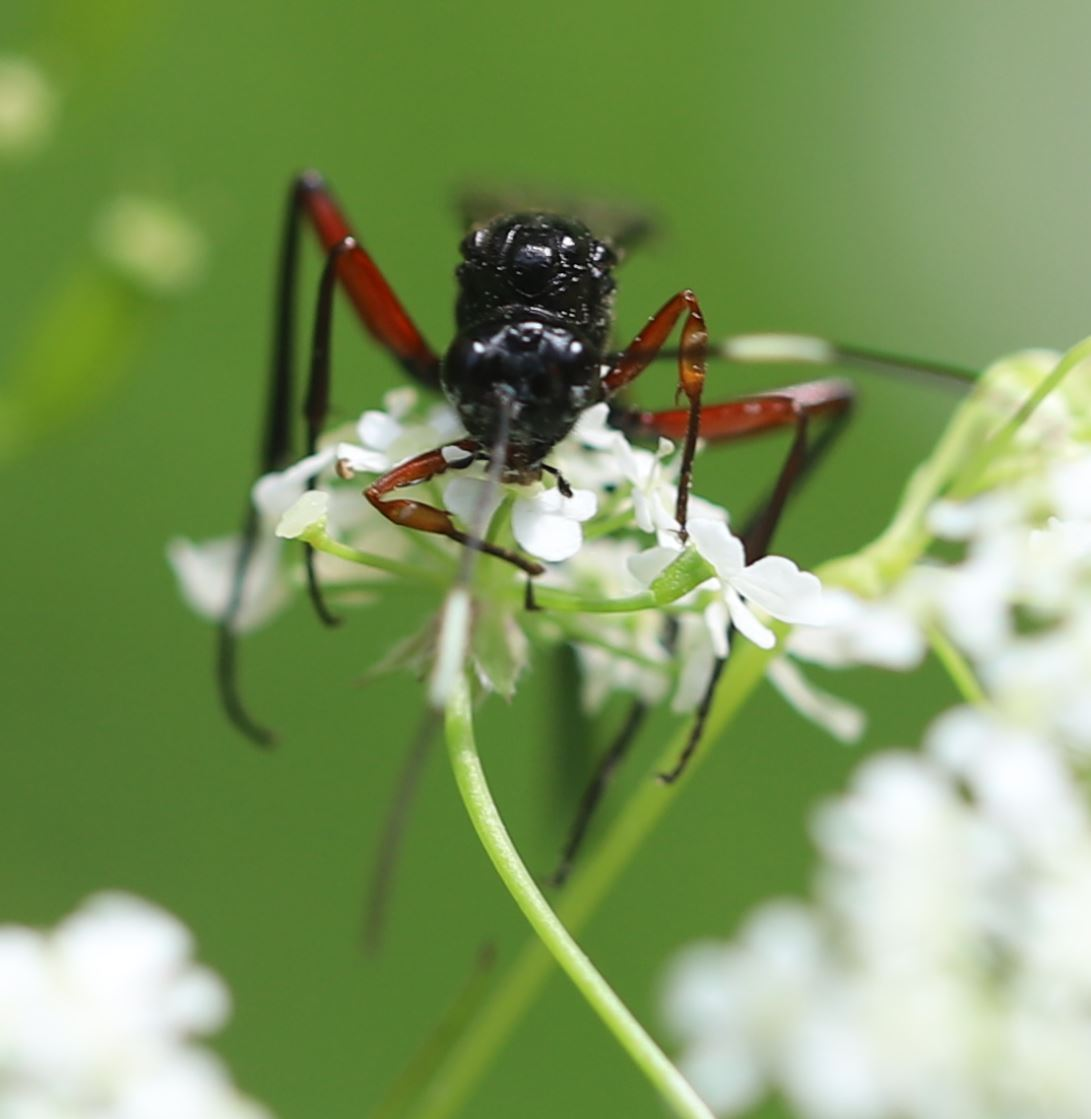

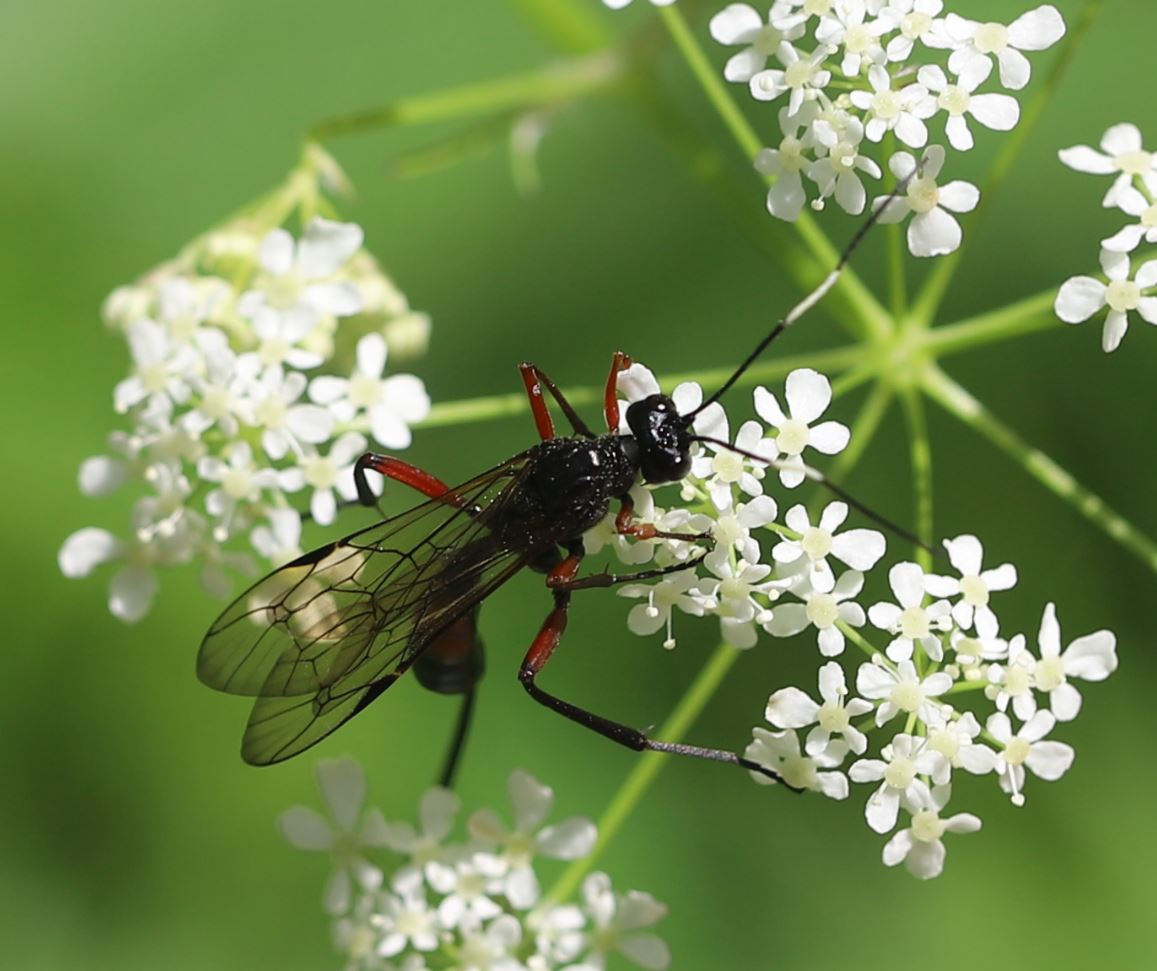

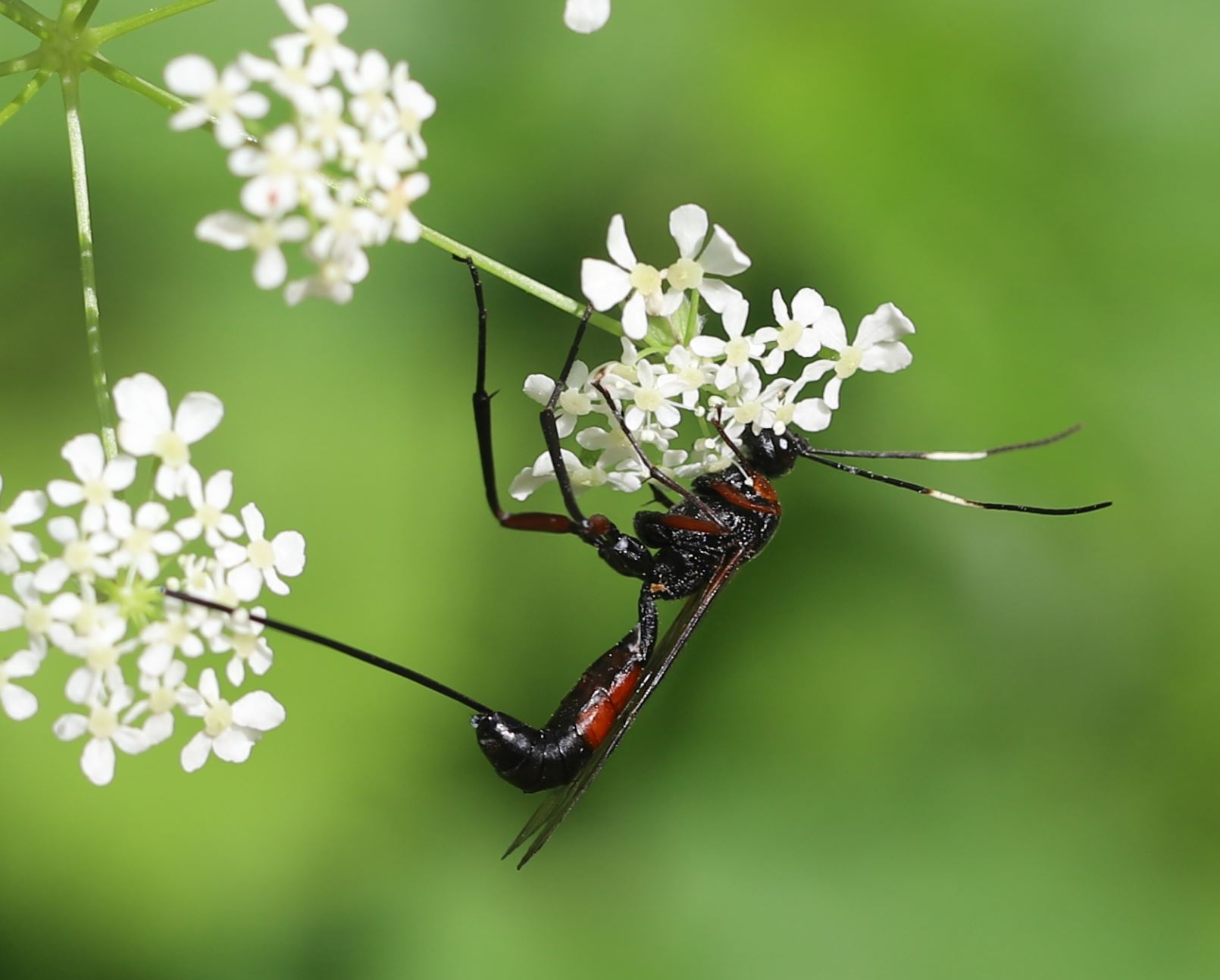

Echthrus reluctator ist eine Schlupfwespe aus der Unterfamilie der Cryptinae. Das lateinische Art-Epitheton reluctator bedeutet „widerwillig“ oder „widerstrebend“. Die Art ist die einzige der Gattung in Europa.

## Merkmale
Die Schlupfwespen erreichen eine Körperlänge von 10–16 mm. Die Weibchen besitzen einen überwiegend schwarzen Körper. Die Fühler weisen auf etwa halber Länge eine breite weiße Binde auf. Das zweite und das dritte Tergit sind rot gefärbt. Die Femora sind gewöhnlich rot gefärbt. Die mittleren und hinteren Femora können aber auch vollständig schwarz ausfallen. Die rot gefärbten vorderen Tibien sind seitlich verbreitert. Die Länge des kräftigen Legestachels (Ovipositor) liegt bei etwa 90 Prozent der Gesamtlänge von Thorax und Hinterleib. Die Männchen sind ebenfalls überwiegend schwarz gefärbt. Ihre Fühler weisen ebenfalls eine weiße Binde auf. Die vorderen und mittleren Femora sind rot gefärbt. Die Vorderflügel beider Geschlechter besitzen ein relativ schmales dunkles Pterostigma (Flügelmal).

## Verbreitung
Die Schlupfwespen-Art ist in Europa weit verbreitet. Im Osten reicht das Vorkommen bis nach Asien.

## Lebensweise
Die Schlupfwespen sind idiobionte Ektoparasitoide der Präpuppen und Puppen holzbohrender Käfer. Die Schlupfwespen erscheinen zwischen Anfang April und Anfang Mai. Man findet sie gewöhnlich in naturnahen Waldgebieten mit Totholz. Die adulten Schlupfwespen besuchen oft Blüten um Nektar und Pollen aufzunehmen. Die Weibchen spüren mit Hilfe ihrer Fühler die unter der Borke abgestorbener Bäume verborgenen Präpuppen und Puppen ihrer Wirte auf. Sie platzieren ein Ei in deren Puppenwiege. Die geschlüpfte Schlupfwespenlarve frisst ihren Wirt. Es werden verschiedene Bockkäfer und vermutlich auch Prachtkäfer parasitiert. Als Wirtsarten werden genannt: der Waldgebirgs-Langhornbock (Monochamus saltuarius), der Rothalsbock (Stictoleptura rubra) und der Kleine Pappelbock (Saperda populnea).